# حارة عبهرة (صنعاء)
عبهرة هي إحدى حارات حي القابل بمدينة الروضة شمال العاصمة اليمنية "صنعاء"، بلغ تعداد سكانها 78 نسمة حسب تعداد اليمن لعام 2004.